# Janusz Kotowski
Janusz Józef Kotowski (* 25. März 1966 in Rozogi) ist ein polnischer Politiker und ehemaliger Stadtpräsident der Stadt Ostrołęka.

## Leben
Kotowski studierte an der Kardinal-Stefan-Wyszyński-Universität Warschau Philosophie und Theologie. Anschließend arbeitete er als Lehrer. Er ist Mitbegründer des Wirtschaftsgymnasiums in Ostrołęka und war bis 1998 dessen Direktor sowie Leiter der städtischen Sporteinrichtungen. 
Von 1998 bis 2005 war er Ratsherr, Vorsitzender des Stadtrates von Ostrołęka und zeitweise Vizemarschall von Masowien. 2006 wurde er mit 63,80 Prozent als Kandidat der Partei Recht und Gerechtigkeit in einer Stichwahl zum Stadtpräsidenten von Ostrołęka gewählt. 2010 und 2014 gelang ihm die Wiederwahl. Bei den Selbstverwaltungswahlen 2018 verlor er jedoch in der Stichwahl mit 35,5 % der Stimmen gegen Łukasz Kulik vom Wahlkomitee „Ostrołęka für alle“, der 64,5 % der Stimmen erhielt.